# Esquirol volador de Lord Derby
L' esquirol volador de Lord Derby (Anomalurus derbianus) és una espècie de rosegador africà de la família dels anomalúrids. És una de les espècies més comunes de la família.

## Distribució i hàbitat
Aquesta espècie d'esquirol volador viu a les selves tropicals i subtropicals de l'oest i el centre d'Àfrica, des de Guinea a l'oest fins a Tanzània a l'est. El seu hàbitat va des de selves pluvials humides i boscos relativament secs, a diferents altituds. Es tracta d'una espècie amenaçada per la pèrdua d'hàbitat.

## Descripció
L'esquirol volador de Lord Derby té una llargada corporal d'entre 27 i 38 cm, una cua d'entre 22 i 30 cm i un pes d'entre 450 i 1.100 g. Té una pell grisa o marró, amb plomes de color plata. La part superior del patagi té el mateix color, però la part inferior té cerres negres.

## Comportament
Es tracta d'un animal nocturn que viu a dins de forats als troncs, i que viu tant sol com en parelles. Es mouen estenen les seves membranes i planejant d'arbre en arbre. S'han registrat vols de fins a 250 metres. També utilitzen les escates de la seva cua per ajudar-se a grimpar pels arbres. Els esquirols voladors de Lord Derby són animals herbívors que s'alimenten de fulles, escorça dels arbres, anous verdes, fruits i flors.
Possiblement «conrea» els seus arbres preferits arrancant les males herbes que hi creixen al voltant, cosa que facilita el creixement d'aquests arbres.